# Coronanthera deltoidifolia
Coronanthera deltoidifolia är en tvåhjärtbladig växtart som beskrevs av Eugène Vieillard och Charles Baron Clarke. Coronanthera deltoidifolia ingår i släktet Coronanthera och familjen Gesneriaceae. Inga underarter finns listade i Catalogue of Life.